# Pronomination
La pronomination est une figure de style qui consiste à traduire par une périphrase l'objet du discours, et qui se substitue à un nom (propre ou commun) que le locuteur ne souhaite pas prononcer. La pronomination, chez Pierre Fontanier, est classiquement une figure d'élocution.

## Exemples
Celui qui met un frein à la fureur des flots,

Sait aussi des méchants arrêter les complots.
— Racine, Athalie
- « Celui qui a créé en six jours le soleil qui fait vivre sur terre toutes choses, le beau ciel d'azur et les étoiles qui luisent au firmament... » : c'est tout simplement Dieu, créateur (périphrase).

## Définition

### Définition linguistique: périphrase et pronomination
Cette figure peut être facilement confondue avec la périphrase. Là où la pronomination est essentiellement allusive pour énoncer une chose à travers un de ses aspects déterminants, la périphrase vise à la faire universellement reconnaître tout entière, d'une manière détournée mais plus étirée, plus intensive, souvent plus luxueuse et plus noble. La pronomination est donc une forme d'allusion et d'euphémisme car elle passe sous silence l'objet du discours :
Celui de qui la tête au ciel était voisine

Et dont les pieds touchaient à l'empire des morts
— La Fontaine, Fables, Le Chêne et le Roseau, I, 22
La Fontaine use d'une métaphore pour nommer l'objet qu'il veut présenter: le Chêne. La figure est souvent introduite et marquée par des locutions figées comme « celui qui... » ou des tournures elliptiques telles : « cet homme... »
Par ailleurs, la pronomination est une figure microstructurale (un trope), tandis que la périphrase est macrostructurale. Enfin, elle se fonde sur une métaphore ou sur une métonymie, par synecdoque.

### Définition stylistique
L'usage de la pronomination trahit souvent l'état d'esprit du locuteur; celui-ci peut y avoir recours pour dissimuler une opinion, par lâcheté, par souci d'hermétisme, par pédantisme ou par euphémisme. L'ironie peut également être employée, le locuteur prend alors une distance comique ou satirique avec son sujet comme dans ce vers des Fables de La Fontaine qui utilise beaucoup de la périphrase : « L'aquatique animal sauveur du Capitole » pour désigner une oie, relativement à l'épisode des "oies du Capitole".

## Figures proches
| Figure mère | Figure fille |
| ----------- | ------------ |
| périphrase  |              |

| Antonyme       | Paronyme                      | Synonyme                         |
| -------------- | ----------------------------- | -------------------------------- |
| nominalisation | pronominalisation (grammaire) | allusion, euphémisme, périphrase |